# Изгубени години
Изгубени години (на турски: Kaybollan Yıllar) e турски криминален и драматичен сериал, излъчен премиерно през 2006 г. по Star tv.

## Актьорски състав
- Сарухан Хюнел – Есмер
- Йешим Бюбер – Езел
- Бурак Хакъ – Али
- Махир Гюнширай
- Суави Ерен
- Семра Динчер

## В България
В България сериалът започва на 10 септември 2009 г. по Нова телевизия, като се излъчва всеки делничен ден от 16 часа и завършва на 23 ноември 2009 г. Повторенията са по Диема Фемили и Нова телевизия. Ролите са озвучени от артистите Христина Ибришимова, Ани Василева, Стефан Димитриев, Николай Николов и Христо Узунов.